# NU-NATION
Fallcie (ex-NU-NATION) — российская метал-группа из Санкт-Петербурга.

## История
Группа образована в 2009 году музыкантами местных известных групп с целью играть грув-метал в духе Soulfly и Ektomorf. После выпуска в 2012 году полноформатного альбома 'Wake Up', получившего положительные отзывы от любителей ню-метала и грув-метала, группа кардинально меняет состав и музыкальное направление. В 2014 году выходит альбом 'The Awakening', более экстремальный и мрачный, чем дебютник. Последний релиз группы, альбом 'Insomnia', вышедший в начале 2016 года, отличается брутальностью, но вместе с тем мелодизмом и разнообразием. Альбом получил высокие оценки от музыкальных изданий по всему миру.
В 2017-м году на смену Артуру приходит Дарья Платова, после чего группа меняет название на Fallcie. Анонсируется сингл Rock'n'Rolla и большой европейский тур.
Группа активно концертирует, на счету множество концертов по всей Европе, совместные выступления с Soulfly, Ektomorf, Betraying the Martyrs, Animal ДжаZ и многими другими.

## Состав
- Валентина Лавриненко - вокал
- Александр Корсак - гитара
- Глеб Русаков - гитара
- Дмитрий Черных - бас
- Николай Кондратьев - ударные

Бывшие участники
- Ирина Сиденко - вокал
- Артур Хлебников - вокал
- Дарья Платова - вокал
- Артём Фаустов - вокал
- Кирилл Казанов - бас
- Алексей Богданов - ударные
- Алексей Кийски - ударные
- Михаил Чернов - бас
- Сергей Титаренко - вокал

## Дискография
| Студийные альбомы - 2012 — Wake Up - 2014 — The Awakening - 2016 — Insomnia - 2020 — Bad Blood | Мини-альбомы и синглы - 2010 — Art Of Riot - 2014 — Oil - 2014 — Acceleration - 2015 — No Way Out - 2025 --- No More | Видеоклипы - 2012 — Wake Up - 2012 — La Vida Libre - 2014 — Maggots In The Pink - 2016 — Make Them Bleed |